# Enchytronia
Enchytronia är ett släkte av ringmaskar. Enchytronia ingår i familjen småringmaskar.
Släktet innehåller bara arten Enchytronia parva.